# حسین آبشناسان
حسین آبشناسان، بازیکن و مربی سابق فوتبال در ایران است. او سابقه دو دوره ریاست فدراسیون فوتبال و یک دوره سرمربی‌گری در تیم ملی فوتبال ایران را داراست. او تنها رئیس فدراسیونی است که همزمان سرمربی تیم ملی فوتبال ایران هم بوده‌است.

## دوران بازیگری
حسین آبشناسان در پست فوروارد در دو دهه ۱۳۴۰ و ۱۳۵۰ خورشیدی در باشگاه فوتبال شعاع تهران بازی می‌کرد و از گلزنان این تیم محسوب می‌شد. او در پایان دوران بازی خود به باشگاه فوتبال برق تهران رفت و برای این تیم بازی می‌کرد. او یک بار هم به تیم ملی جوانان دعوت شد و در بازی بین دو تیم پاس و تیم ملی جوانان حضور داشت.

## شرکت در کلاس مربیگری
حسین آبشناسان بعد از پایان دوران بازیگری فوتبال در کلاس‌های مربیگری دتمار کرامر شرکت کرد تا دانش خود را در زمینه مربیگری فوتبال ارتقا دهد.

## ریاست فدراسیون فوتبال ایران
او در بین سال‌های ۱۳۶۰ تا ۱۳۶۲ در دو دوره رئیس فدراسیون فوتبال ایران بوده‌است. دوره اول در مرداد ۱۳۶۰ طی حکمی از سوی مصطفی داوودی به عنوان رئیس فدراسیون فوتبال ایران جایگزین هادی طاووسی گردید و تا اسفند همان سال این مسئولیت را به عهده داشت. از اسفند ۱۳۶۰ در یک دوره شش‌ماهه حسین راغفر رئیس فدراسیون بود. اما از شهریور ۱۳۶۱ تا اردیبهشت ۱۳۶۲ مجدداً حسین آبشناسان به عنوان رئیس فدراسیون فوتبال منصوب شد.

### دوره اول ریاست فدراسیون فوتبال از مرداد تا اسفند ۱۳۶۰
در دوره اول ریاست او در فدراسیون فوتبال او موفق شد تا مسابقات فوتبال باشگاه‌های تهران و جان حذفی را برگزار کند. او تصمیم داشت تیم ملی فوتبال ایران را تشکیل دهد اما به دلیل کم بودن زمان نفرات منتخب تهرانی را تحت عنوان «تیم کلنی تهران» به عنوان نماینده ایران انتخاب کرد تا در جام «قائد اعظم پاکستان» شرکت کنند. اما قبل از آنکه بتواند این کار را انجام دهد دوره اول ریاست او بر فدراسیون فوتبال به اتمام رسید و حسین راغفر دروازه‌بان سابق تیم ملی رسماً به عنوان رئیس فدراسیون انتخاب شد. در حالی که ۵ سال قبل از آن، او برای تیم ملی فوتبال به میدان رفته بود.

### دوره دوم ریاست فدراسیون از شهریور ۱۳۶۱ تا اردیبهشت ۱۳۶۲
ریاست حسین راغفر بر فدراسیون فوتبال ۶ ماه به طول انجامید و با انتصاب او به سمت معاونت فنی سازمان تربیت بدنی جای خالی ریاست فدراسیون فوتبال در شهریور ۱۳۶۱ مجدداً در اختیار حسین آبشناسان قرار گرفت. تشکیل و اعزام تیم ملی ایران به مسابقات آسیایی ۱۹۸۲ دهلی نو، برگزاری مسابقات جام باشگاه‌های تهران و جام حذفی از جمله اقدامات آبشناسان در این دوره بود. در اردیبهشت ۱۳۶۲ با تغییر رئیس سازمان تربیت بدنی و جایگزین شدن اسماعیل داوودی شمسی به جای مصطفی داوودی آبشناسان هم از مسئولیت خود کنار رفت.

#### تشکیل تیم ملی بر مبنای طرح ۲۷ ساله‌ها
او در این دوره مسئولیت آماده‌سازی تیم ملی برای شرکت در بازی‌های آسیایی ۱۹۸۲ دهلی‌نو بر عهده آبشناسان بود. اعضا تیم ملی با طرح عجیبی با نام «۲۷ ساله‌ها» انتخاب و به دهلی نو اعزام شد. طبق این طرح همه بازیکنان به جز ۳ یا ۴ بازیکن مثل محمد مایلی‌کهن، محمود حقیقیان و مهدی دینورزاده که ۲۸ سال سن داشتند؛ همه بازیکنان بین ۲۰ تا ۲۷ ساله بودند. 
ناصر ابراهیمی سرمربی وقت تیم ملی به خاطر همین فشارها در انتخاب بازیکنان از سمت خود استعفا کرد. آبشناسان استعفا او را پذیرفت .در آن سال تیم ملی فوتبال ایران به همراه جلال چراغ‌پور و تقی جهانی به عنوان مربی در بازی‌های آسیایی ۱۹۸۲ دهلی نو شرکت کرد. اما موفق به کسب هیچ رتبه‌ای نشد.

## وضعیت کنونی
از او اخبار کمی منتشر می‌شود و اطلاعات دقیقی در دسترس نیست. در ۲۳ دی ۱۳۹۴ خبرگزاری فارس از بیماری و بستری شدن او در بیمارستان خبر داده‌است.